# Bundesautobahn 93
Bundesautobahn 93 (em português: Auto-estrada Federal 93) ou A 93, é uma auto-estrada na Alemanha.
A Bundesautobahn 93 tem 276 km de comprimento.

## Estados
Estados percorridos por esta auto-estrada:
- Baviera